# John Jacob Astor IV

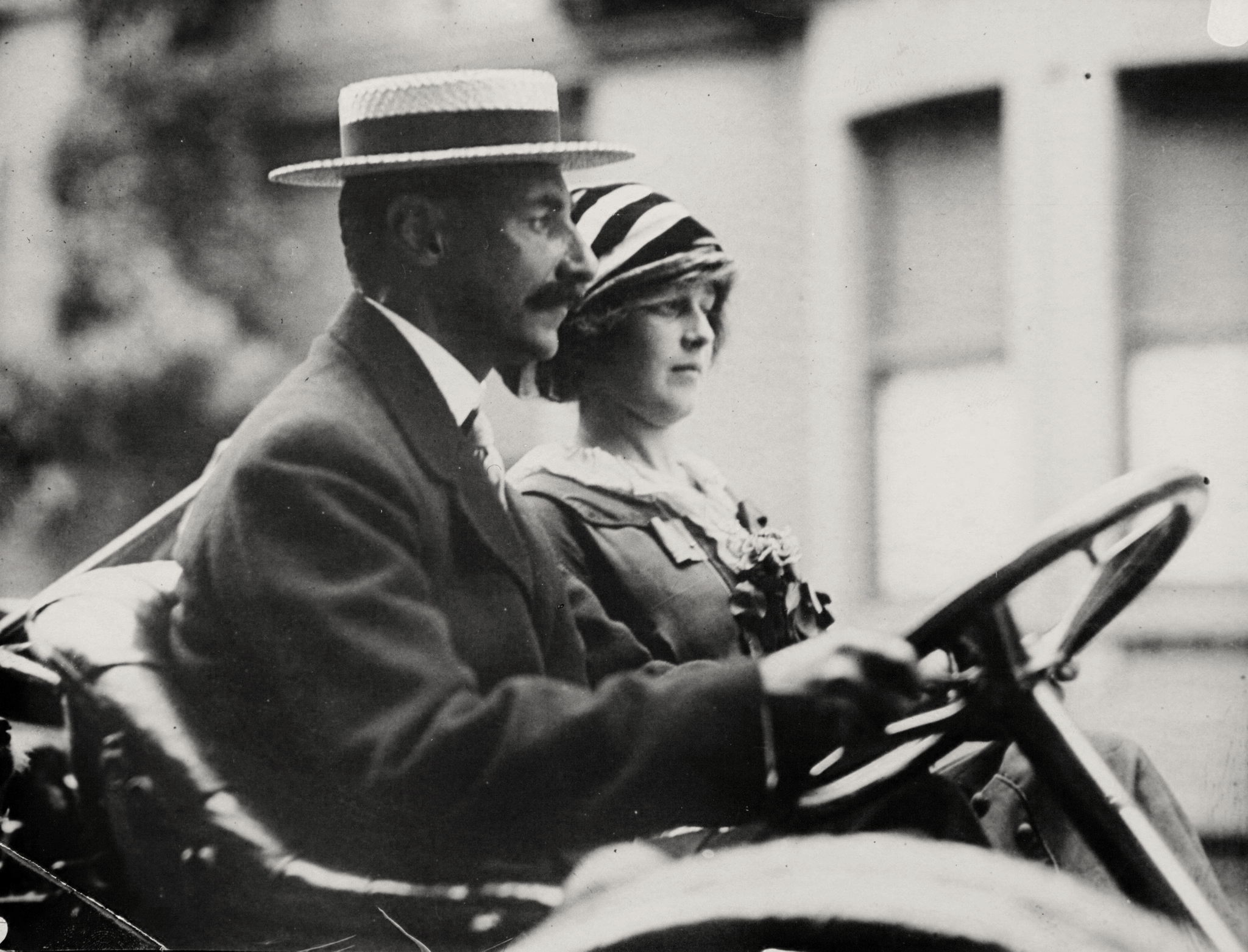
John Jacob Astor mit seiner zweiten Ehefrau Madeleine (1911/1912)

John Jacob Astor IV nach einer Zeichnung des Marinemalers C. Schön
(um 1913)

John Jacob Astor IV (* 13. Juli 1864 in Rhinebeck, New York; † 15. April 1912 im Nordatlantik beim Untergang der Titanic) war ein US-amerikanischer Geschäftsmann, Erfinder und Schriftsteller.

## Herkunft
John Jacob Astor IV war ein Urenkel des aus Walldorf in der Kurpfalz stammenden Pelzhändlers Johann Jakob Astor (1763–1848), des Begründers der Astor-Familie. Er war der einzige Sohn des wohlhabenden Geschäftsmannes William Backhouse Astor, Jr. (1830–1892) und dessen Frau Caroline Webster Schermerhorn (1830–1908). John Jacob (genannt J. J.) hatte vier ältere Schwestern: Emily Astor (1854–1881), Helen Schermerhorn Astor (1855–1893), Charlotte Augusta Astor (1858–1920) und Caroline Schermerhorn Astor (1861–1948).

## Leben
John Jacob Astor IV besuchte die St. Paul’s School in Concord, New Hampshire, und studierte dann an der Harvard University, von der er 1888 nach einem wissenschaftlichen Studium graduierte. Vor Übernahme der Verwaltung des Familienbesitzes bereiste er sowohl Europa als auch Amerika sowie Mexiko und Kuba. Er versuchte sich erfolgreich als Erfinder und Schriftsteller. Sein Science-Fiction-Roman A Journey In Other Worlds erschien 1894. Zu seinen Erfindungen gehörten eine Fahrradbremse, ein pneumatisches Straßenreinigungsgerät und weitere Erfindungen. Zudem war er an der Entwicklung einer Turbine beteiligt.
Am 1. Mai 1891 heiratete er Ava Lowle Willing (1868–1958), die Tochter von Edward Shippen Willing aus Philadelphia. Aus der Ehe gingen zwei Kinder hervor: William Vincent Astor (* 15. November 1891; † 3. Februar 1959) und Ava Alice Muriel Astor (* 7. Juli 1902; † 19. Juli 1956).
1897 baute er das Astoria Hotel, das mit dem Waldorf-Hotel – erbaut 1893 von seinem Cousin William Waldorf Astor (1848–1919) – zum Waldorf-Astoria-Hotel zusammengelegt wurde.
1898 nahm Astor am Spanisch-Amerikanischen Krieg teil und erlangte den Dienstgrad eines Lieutenant Colonel (Oberstleutnant).
1904 erbaute er das St. Regis Hotel an der Ecke Fifth Avenue und 55th Street in Midtown Manhattan. Anlässlich seiner Teilnahme an einem Autorennen auf Long Island sowie am Autorennen um die Welt von New York nach Paris im Jahre 1908 hatten Karl Gustav Vollmoeller und Astor Freundschaft geschlossen. Dies führte gut zwei Jahrzehnte später dazu, dass Raimund von Hofmannsthal, der Sohn des österreichischen Schriftstellers Hugo von Hofmannsthal, durch Vermittlung Karl Vollmoellers Ava Alice Muriel Astor kennenlernte und 1933 heiratete.
Er war im Direktorium einer Anzahl von führenden Konzernen einschließlich der National Park Bank, der Title Guarantee and Trust Company, der Mercantile Trust Company, der Plaza Bank, der Illinois Central Railroad Company, der Western Union Telegraph Company, der New York Life Insurance and Trust Company sowie der Astor National Bank.
1910 ließ sich Astor von seiner ersten Ehefrau scheiden. Es war von Anfang an keine glückliche Ehe gewesen, am Ende war man zu Beleidigungen in der Öffentlichkeit übergegangen, was damals skandalös war. Wenig später, am 9. September 1911, heiratete er die gerade 18 Jahre alte Madeleine Talmage Force (1893–1940), ein Mädchen einfacher Herkunft, das nicht viel von Vermögen und High Society hielt. Dafür war Madeleine umso dankbarer und ehrlicher – Eigenschaften, für die Astor sie liebte. Sie gingen auf eine mehrmonatige Flitterwochenreise nach Europa, die sie auch nach Ägypten führte.

## Untergang derTitanic
Astor und seine Frau buchten für sich und die drei Angestellten Rosalie Bidois (Dienstmädchen), Caroline Endres (Krankenschwester) und Victor Robbins (Kammerdiener) eine Passage als Passagiere ab Cherbourg an Bord der Titanic, um nach Amerika zurückzukehren. Das Paar bewohnte die Parlour-Suite C 62/64, eine der opulentesten Unterkünfte auf dem Schiff. Als die Titanic am 14. April 1912 um 23:40 Uhr mit einem Eisberg kollidierte, befand sich Astor im Rauchsalon der ersten Klasse auf dem A-Deck.
Der Hotelier und seine Frau fanden sich schließlich auf der Backbordseite des Promenadendecks ein, wo Madeleine und andere Frauen in Rettungsboot Nr. 4 stiegen. In diesem Boot saß sie neben anderen Millionärsgattinnen wie Emily Ryerson, Lucile Carter oder Marian Thayer. Astor bat, sich seiner Frau anschließen zu dürfen, da sie schwanger war, doch der zuständige zweite Offizier Charles Lightoller duldete keine Männer in den Rettungsbooten. Er erkundigte sich noch nach der Nummer des Bootes, um über Lightoller später Beschwerde einreichen zu können. Um 2:20 Uhr, 25 Minuten nachdem das Boot abgefiert worden war, ging die Titanic unter. Der vordere Schornstein brach dabei ab und erschlug viele Passagiere, darunter vermutlich auch Astor.
Die überlebende Madeleine berichtete später über die letzten Worte, die er geäußert haben soll: „Die See ist ruhig, mir wird nichts geschehen. Ich bin in guten Händen. Wir sehen uns morgen früh.“
Seinen Leichnam fand man bei Bergungsarbeiten am 22. April im Meer treibend. Die Bergungsarbeiten wurden mit Hilfe des Schiffes Mackay-Bennett durchgeführt, das vom kanadischen Halifax aus Kurs auf die Unglücksstelle genommen hatte. Seine Ladung bestand aus 100 Kiefernsärgen und 100 Tonnen Eis. Die Toten sollten an Land identifiziert werden können, obwohl viele bereits bis zur Unkenntlichkeit aufgedunsen waren. Das Bergungsschiff kehrte anschließend nach Kanada zurück.
Astors Sohn aus erster Ehe, der 20-jährige Vincent Astor, klammerte sich Mitte April an die Hoffnung, sein Vater habe überlebt. Da der Name seines Vaters nicht auf den Listen zu finden war, die im Büro der White Star Line in New York aushingen, reiste er nach Halifax, um dort den Leichnam seines Vaters in Empfang zu nehmen. Identifiziert werden konnte dieser dank eines Platinrings und der 4.000 Dollar, die sich in seiner Hosentasche befanden.
In New York wurde Astor ein ehrenvolles Begräbnis zuteil. Am Samstag, dem 4. Mai 1912, fand sein Begräbnis auf dem Trinity Cemetery bei den Washington Heights statt. Er wurde neben seiner Mutter beigesetzt.
Karl Gustav Vollmoeller schrieb ein Gedicht über die Titanic und deren Untergang, das er dem ertrunkenen Freund John Jacob Astor widmete.
In den späteren Verfilmungen des Schiffsunterganges wurde John Jacob Astor von Karl Schönböck (Titanic, 1943), William Johnstone (Der Untergang der Titanic, 1953), David Janssen (S.O.S. Titanic, 1979), Scott Hylands (Titanic, TV-Zweiteiler 1996) und Eric Braeden (Titanic, 1997) dargestellt.

## Erbe
Seine Frau erbte einen großen Teil seines gewaltigen Vermögens. Am 14. August 1912, vier Monate nach Astors Tod, brachte sie den gemeinsamen Sohn John Jacob Astor VI († 26. Juni 1992) zur Welt.
Vincent Astor erbte 78 Millionen Dollar. 1925 verkaufte er seine Hälfte des Waldorf-Astoria für 7,5 Mio. Dollar. Der Erlös der anderen Hälfte ging mit je 3,75 Mio. Dollar an die beiden Söhne von William Waldorf Astor, der 1919 gestorben war: Waldorf Astor (1879–1952) und John Jacob Astor V (1886–1971). Das Hotel wurde 1929 abgerissen und machte einem anderen Wahrzeichen des 20. Jahrhunderts Platz: 1931 entstand an dieser Stelle das Empire State Building.